# Borboletta
| Recensione              | Giudizio |
| ----------------------- | -------- |
| AllMusic                |          |
| Robert Christgau        | B-       |
| Piero Scaruffi          |          |
| Ondarock                |          |
| Dizionario del Pop-Rock |          |
| 24.000 dischi           |          |

Borboletta è un album in studio dei Santana del 1974. Si tratta di un album dal tono jazz-funk-oriented, simile ai suoi predecessori Caravanserai, Welcome e Love Devotion Surrender. Santana lascia molto spazio ad altri strumenti, quali percussioni, sassofono e tastiere per improvvisati stati d'animo alla musica ("Spring Manifestation"), eseguendo anche lunghi assoli di chitarra ("Promise of a Fisherman") e lasciando anche spazio alla voce ("Give and Take").
L'album è stato pubblicato in un'elegante custodia blu, con una farfalla in copertina ed è arrivato in nona posizione in Austria.

## Tracce

### LP
Lato A (AL 33135)
1. Spring Manifestations (effetti sonori) (Strumentale) – 1:05 (musica: Airto Moreira, Flora Purim)
2. Canto de los Flores (Strumentale) – 3:45 (musica: Tom Coster)
3. Life Is Anew – 4:30 (testo: Carlos Santana – musica: Carlos Santana, Michael Shrieve)
4. Give and Take – 5:46 (testo: Carlos Santana – musica: Carlos Santana, Tom Coster, Michael Shrieve)
5. One with the Sun – 4:20 (testo: Earlyrin Martini – musica: Jerry Martini)
6. Aspirations (Strumentale) – 5:12 (musica: Tom Coster, Carlos Santana)

Lato B (BL 33135)
1. Practice What You Preach – 4:28 (Carlos Santana)
2. Mirage – 4:43 (Leon Patillo)
3. Here and Now (Strumentale) – 3:01 (musica: Armando Peraza, Carlos Santana)
4. Flor de Canela (Strumentale) – 2:20 (musica: Carlos Santana, Doug Rauch)
5. Promise of a Fisherman (Strumentale) – 8:05 (musica: Dorival Caymmi)
6. Borboletta (Strumentale) – 2:50 (musica: Airto Moreira)

## Musicisti
Spring Manifestations (effetti sonori)
- Airto Moreira, Flora Purim – percussioni, effetti sonori

Canto de los Flores
- Carlos Santana – percussioni
- Tom Coster – pianoforte elettrico
- Armando Peraza, Josè "Chepito" Areas – congas
- David Brown – basso
- Michael Shrieve – batteria
- Michael Carpenter – effetti sonori (echoplex)

Life Is Anew
- Carlos Santana – chitarra
- Leon Patillo – pianoforte elettrico, voce
- Tom Coster – organo
- Armando Peraza, Josè "Chepito" Areas – congas
- Michael Shrieve – batteria

Give and Take
- Carlos Santana – chitarra
- Leon Patillo – organo, voce
- Tom Coster – pianoforte, sintetizzatore moog
- Jules Broussard – sassofono tenore
- Armando Peraza – congas
- Josè "Chepito" Areas – timbales
- David Brown – basso
- Michael Shrieve – batteria

One with the Sun
- Carlos Santana – chitarra
- Leon Patillo – pianoforte elettrico, voce
- Tom Coster – organo
- Armando Peraza – congas
- David Brown – basso
- Michael Shrieve – batteria

Aspirations
- Tom Coster – organo
- Jules Broussard – sassofono soprano
- "Ndugu" (Leon Chancler) – batteria
- Stanley Clark – basso

Practice What You Preach
- Carlos Santana – chitarra, congas
- Tom Coster – organo
- David Brown – basso
- Michael Shrieve – batteria
- Leon Patillo – voce

Mirage
- Carlos Santana – chitarra, gong
- Leon Patillo – voce, pianoforte
- Tom Coster – organo, moog
- David Brown – basso
- Armando Peraza – congas
- Michael Shrieve – batteria

Here and Now
- Carlos Santana – chitarra, percussioni
- Tom Coster – pianoforte (acustico e elettrico)
- Armando Peraza – congas
- Stanley Clark – basso
- "Ndugu" (Leon Chancler) – batteria
- Jules Broussard – sassofono soprano

Flor de Canela
- Carlos Santana – chitarra
- Tom Coster – pianoforte elettrico, organo hammond
- Stanley Clark – basso
- Airto Moreira – batteria
- Armando Peraza – sassofono soprano

Promise of a Fisherman
- Carlos Santana – chitarra, cori
- Tom Coster – organo hammond, pianoforte elettrico
- Airto Moreira – batteria, triangolo, cori
- Stanley Clark – basso
- Armando Peraza – congas, bongos
- Flora Purim – cori
- Jules Broussard – sassofono soprano

Borboletta
- Airto Moreira – percussioni

Note aggiuntive
- Carlos Santana, Michael Shrieve e Tom Coster – produttori
- Glen Kolotkin – ingegnere delle registrazioni
- Carlos Santana e Barry Imhoff – design copertina album
- Ed Lee – art direction copertina album
- Eloise Vega – lettering[9]

## Classifica
Album
| Anno | Classifica             | Posizione raggiunta |
| ---- | ---------------------- | ------------------- |
| 1974 | Billboard 200          | 20                  |
| 1974 | Top R&B/Hip-Hop Albums | 18                  |
| 1974 | Official Albums Chart  | 18                  |
| 1975 | Hit parade             | 4                   |